# دیوید روکسل
دیوید روکسل (به انگلیسی: David Rocastle) بازیکن فوتبال زادهٔ ۲ مه ۱۹۶۷ اهل انگلستان بود که سابقهٔ بازی در تیم ملی فوتبال انگلستان را در کارنامهٔ خود دارد. وی در تاریخ ۱۴ سپتامبر ۱۹۸۸ نخستین بازی ملی خود را در مقابل تیم ملی فوتبال دانمارک انجام داد و با حضور در ۱۴ بازی ملی، در تاریخ ۱۷ مه ۱۹۹۲ واپسین بازی ملی‌اش را در برابر تیم ملی فوتبال برزیل برگزار کرد.